# Historias de la puta mili (sèrie de televisió)
|  | Per a altres significats, vegeu «Historias de la puta mili». |

Historias de la puta mili és una sèrie de televisió còmica espanyola de 13 episodis adaptada per a la pantalla petita de la historieta (realitzada pel ninotaire Ivà) i de la película del mateix nom.

## Argument
La sèrie narra, en to d'humor, la vida quotidiana en una caserna de l'exèrcit espanyol, en el qual conviuen el Sergent Arensivia, la seva esposa, el coronel, la filla d'aquest, la capitana mèdica i tots els reclutes.

## Repartiment
- Ramon Teixidor…Sargento Arensivia. el típic sergent "chusquero" al qual tot li surt malament. Els reclutes es mofen d'ell a la seva esquena, els seus superiors pensen que és un inútil... és el protagonista i l'eix de gairebé totes les situacions còmiques.
- Juan Diego…Coronel. El comandament de la caserna només pensa en el seu ascens a general i el seu retir: Arensivia li produeix continus maldecaps. la seva altra preocupació és la seva filla, que només pensa a divertir-se.
- Kiti Mánver…Esposa del sergent.
- Cayetana Guillén Cuervo…Filla del coronel.
- Alejandra Grepi…La capitana mèdica.
- Javier Villalva…Tinent.

## Llista d'episodis
- Hoy es un gran día, Arensivia - 15 abril de 1994
- El examen de Arensivia - 22 abril de 1994
- Pepé Grana 'er niño de la Vega'  - 29 abril de 1994
- Sargento a borde de un ataque de nervios - 6 maig de 1994
- ¿Dónde esta el enemigo? - 13 maig de 1994
- Feliz cumpleaños - 20 maig de 1994
- Los novatos – 27 de maig de 1994
- La mascota - 3 juny de 1994
- El rey del juego - 10 juny de 1994
- Emergencia - 17 juny de 1994
- El partido - 24 juny de 1994
- La guerra biológica - 1 juliol de 1994
- El visitante – 15 de juliol de 1994

## Premis
- Premis Ondas 1994.